# Ridgeland (Mississippi)
Ridgeland ist eine Stadt im Madison County im US-Bundesstaat Mississippi. Das U.S. Census Bureau hat bei der Volkszählung 2020 eine Einwohnerzahl von 24.340 ermittelt.
Ridgeland befindet sich etwa 15 Kilometer nördlich der Hauptstadt Jackson und gehört zur Jackson Metropolitan Statistical Area.
Bei der Volkszählung 2010 hatte Ridgeland 24.047 Einwohner. Im Jahr 2014 waren es bereits 24.221 Einwohner, davon waren knapp 54 % Weiße und etwa 36 % Schwarze. Insgesamt ist in Ridgeland im Zeitraum von 2000 bis 2014 ein Bevölkerungswachstum von 20,1 % zu verzeichnen. Damit war Ridgeland an der Bevölkerung gemessen (Stand 2010) die zweitgrößte Stadt im Madison County sowie die vierzehntgrößte in Mississippi. 98 % der Bevölkerung leben städtisch. Dem United States Census Bureau zufolge umfasst die Stadt Ridgeland eine Fläche von ca. 45,8 km², von denen etwa 41,1 km² Land und 4,7 km² (10,3 %) Wasser sind.
Seit 1989 ist der Republikaner Gene F. McGee Bürgermeister von Ridgeland.
In Ridgeland befinden sich unter anderem die Northpark Mall, das größte Einkaufszentrum der Metropolregion Jackson, zwei Privatschulen sowie ein Campus des Holmes Community College, das seinen Hauptsitz in Goodman, Mississippi hat. Außerdem haben das IT-Unternehmen Bomgar und die Telekommunikationsfirma C Spire Wireless ihre Firmensitze in Ridgeland.
Über die Interstate 55 gelangt man in südlicher Richtung nach Jackson und in nördlicher Richtung nach Memphis, Tennessee.

## Persönlichkeiten
Personen, die in Ridgeland geboren wurden, gestorben sind oder dort gelebt haben:
- Rubel Phillips (1925–2011), Anwalt und Politiker
- Dale Thorn (1942–2014), Journalist und Professor
- George Jackson (1945–2013), Komponist und Sänger
- David H. Nutt, Anwalt und Philanthrop, reichste Person Mississippis
- Wesley T. Bishop (* 1967), Politiker (Demokraten)
- Faith Hill (* 1967), Country- und Pop-Sängerin
- die Geschwister Kimberly (* 1983), Reid (* 1988) und Neil Perry (* 1990), Mitglieder der Countryband The Band Perry
- Bianca Knight (* 1989), Leichtathletin und Olympiasiegerin